# De krabbenmand
De krabbenmand is het eenendertigste stripalbum uit de stripreeks Jeremiah. Het album is geschreven en getekend door Hermann Huppen. Van dit album verschenen tot nu toe een druk, bij uitgeverij Dupuis in de collectie Spotlight, in 2012.

## Inhoud
In dit verhaal bevinden Kurdy en Jeremiah zich in Mexico. Ze helpen een meisje, genaamd Verona, met autopech langs de weg. Als dank nodigt zij hen uit om het luxueuze huis van haar vader, señor Fernando, een rijke antiquair met een kunstgalerie te bezoeken. Het leventje in de grote villa, zwembad, huispersoneel bevalt de twee prima, en dan hebben we het nog niet gehad over de vele charmes van de bevallige Verona. Of ze iets willen doen, vraagt Verona’s vader. Een villa in de gaten houden, waar een kunstenaar logeert. De maffiabaas Roskov gooit roet in het eten, want de broer van Fernando, heeft een nep Giacometti aan hem verkocht. Hij neemt represailles.